# バリー・フラナガン
バリー・フラナガン（Barry Flanagan、1941年1月11日 - 2009年8月31日）は、イギリスの彫刻家。ウェールズのプレスタティン出身。

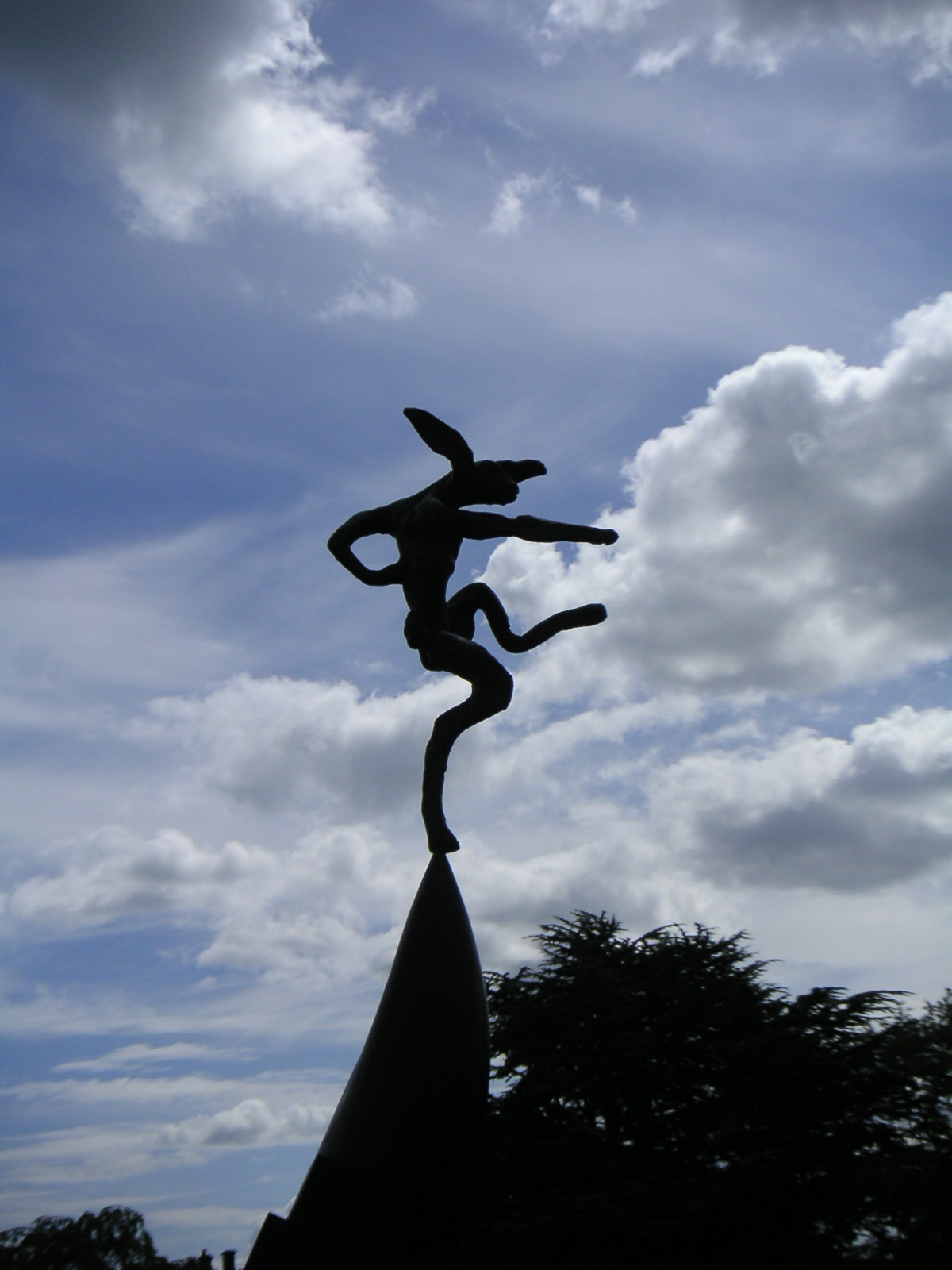
イギリスのヨークシャー、彫刻公園にあるもの

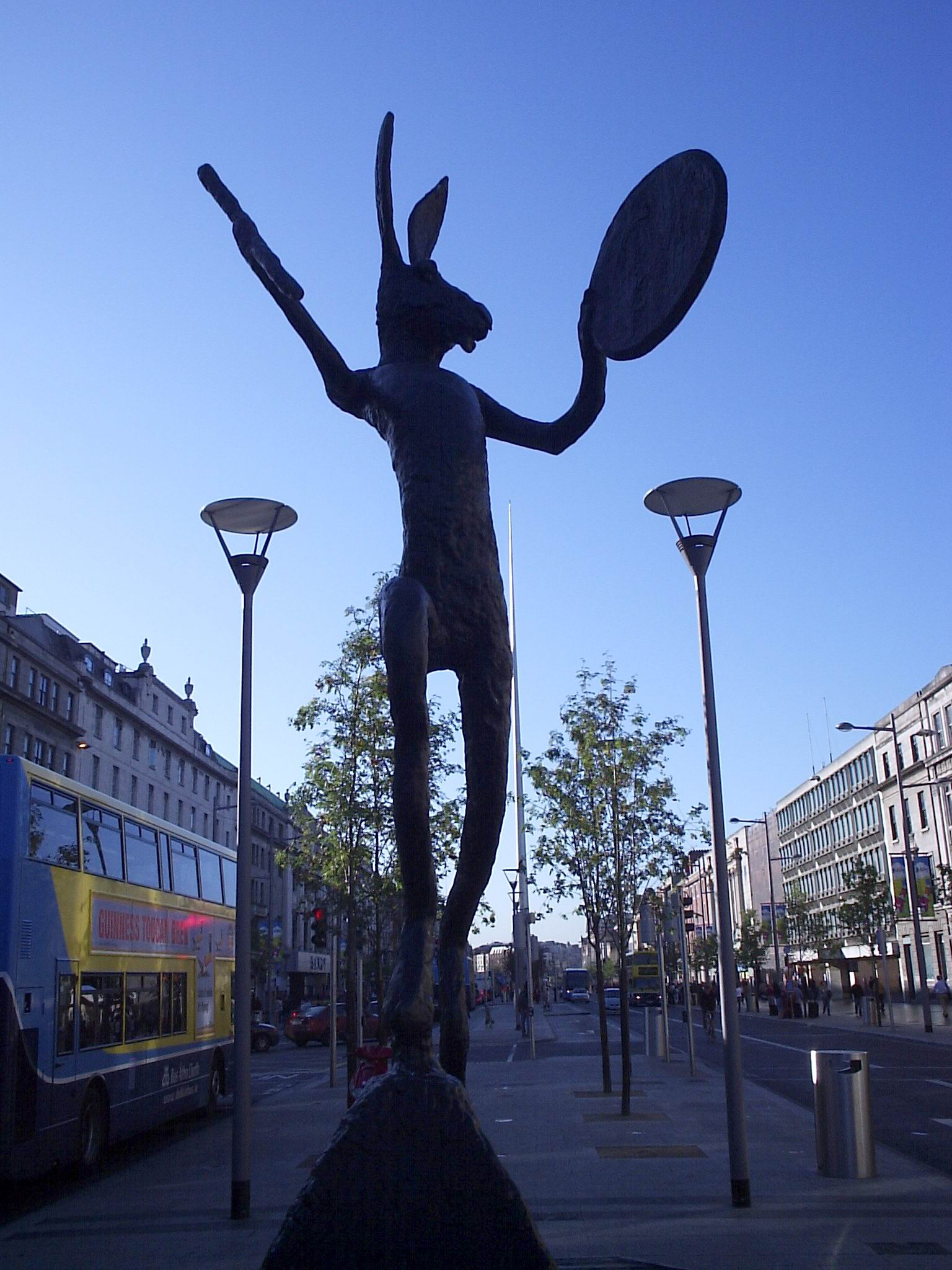
アイルランドのダブリン

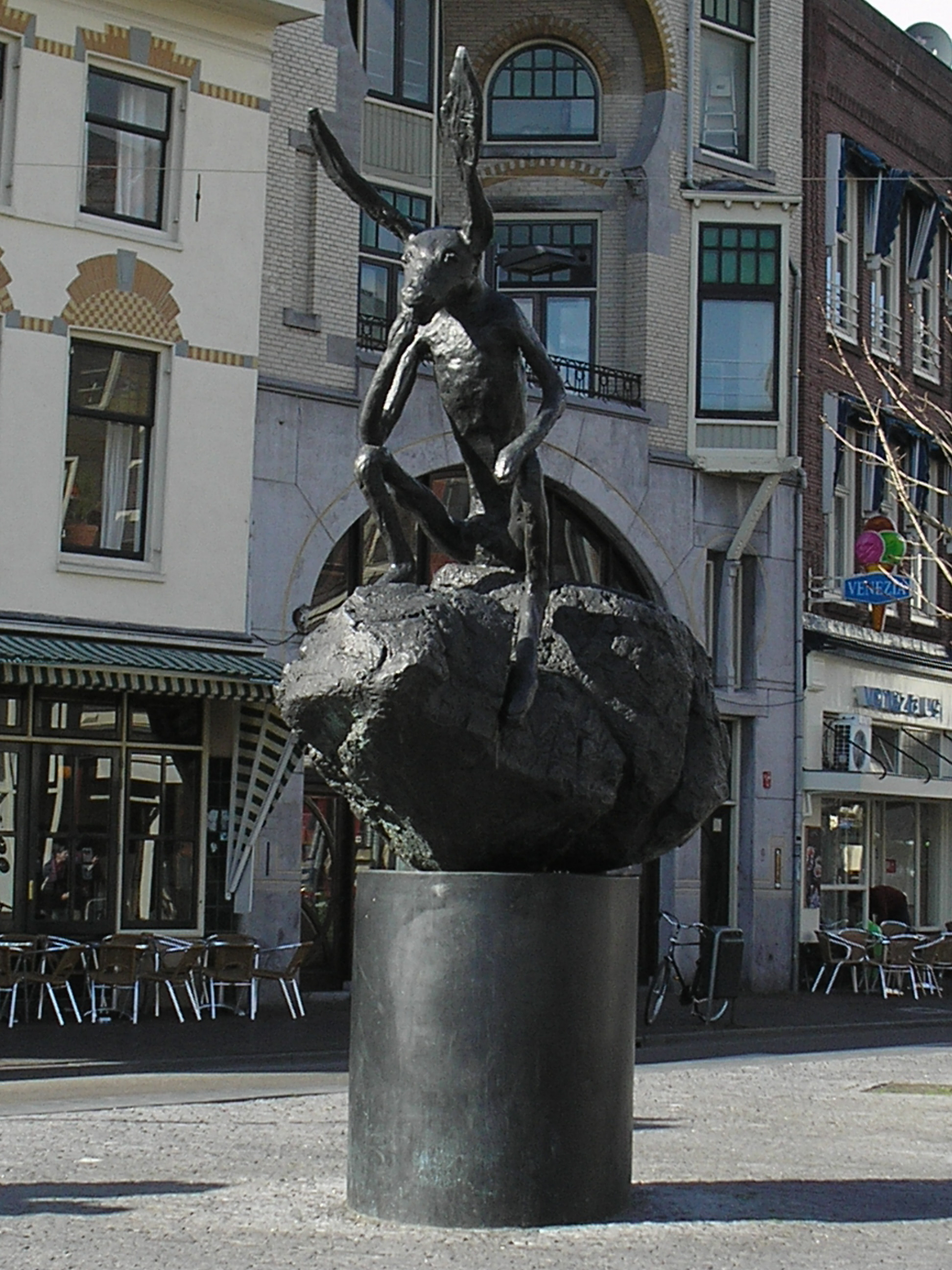
オランダ、ユトレヒトにあるもの

## 来歴
1957年から1958年、バーミンガム美術工芸大学で学び、その後1964年から1966年にかけてセント・マーチンズ美術学校に通い、アンソニー・カロに師事した。
彫刻の素材自体のもつ表現力に強い関心を抱いており、60年代なかばには、砂、ヘシアン（粗麻布）、ロープなどによる作品を制作。
1967年から1071年には、セント・マーチンズ美術学校と中央美術学校で教鞭もとった。
1968年にはブロンズを用い始め、73年からは大理石による彫刻も制作する。
1972年には、ドイツのカッセルで開催されたドキュメンタ5に参加、彼は個々のさまざまな神話( Individuelle Mythologien)という部門でビデオ出演している。
1982年のドキュメンタ7では芸術家として参加した。
1982年には、ベネチア・ビエンナーレにイギリス代表として参加している。
代表作に《野うさぎ》シリーズがある。
晩年はイビサ島に移り住み、2009年に筋萎縮性側索硬化症(ALS)が原因で没した。